# Tama (1920)
El Tama (多摩) fue un crucero ligero de la clase Kuma perteneciente a la Armada Imperial Japonesa.

## Historial de servicio
El Tama fue ordenado en 1917, construido entre 1918 a 1920 y fue comisionado el 29 de enero de 1921. Fue el quinto miembro de la clase Kuma.
Su nombre fue en remembranza del río Tama en la prefectura de Kantō. 
Desde su botadura hasta 1925 sirvió como líder de flotilla de destructores y submarinos sirviendo en las regiones árticas, de hecho, el navío fue preparado desde el inicio para servir en las regiones más frías y septentrionales del dominio japonés. Intervino como transporte de tropas durante la  guerra civil rusa reforzando territorios en pos de los intereses japoneses en Siberia.
El 22 de agosto de 1925 transportó los restos del embajador estadounidense Edgar A. Bancroft en repatriación al puerto de San Francisco.
En mayo de 1938 participó en la formación de la cabeza de playa en Amoy, China en el contexto de la segunda guerra sino-japonesa cubriendo desembarcos de tropas en esa ocupación.
El 7 de diciembre de 1941, mientras transcurría el ataque a Pearl Harbor en la apertura del Frente del Pacífico, el Tama estaba en patrullaje en las inmediaciones de las Islas Kuriles, una recia tormenta dañó el casco del crucero lo que lo obligó a entrar en reparaciones el 27 de diciembre de ese año.
Completadas las reparaciones, sirvió en patrullaje en las latitudes árticas y fue llamado a sumarse en la búsqueda de las fuerzas enemigas compuestas por la Fuerza de Tareas n°16 del almirante William F. Halsey la cual había bombardeado la isla Marcus y se suponía navegaban entre las Islas Ogasawara y Midway, sin lograr el avistamiento.
A partir de marzo de 1942, el Tama opera en conjunto con el crucero Kiso, ambos participaron en la infructuosa búsqueda de los navíos americanos que ejecutaron la Operación Doolittle.
En preparación de los movimientos japoneses en la Batalla de Midway, el Tama y su gemelo son pintados con camuflaje invernal para incorporarse a la invasión de las Islas Aleutianas, en especial el desembarco de tropas en Attu y Kiska.  El resto de 1942 se dedica al abastecimiento de las tropas en esas desoladas islas árticas.
El 26 de marzo de 1943 participa junto a las fuerzas del almirante Boshirō Hosogaya en la Batalla de las islas Komandorski contra las fuerzas del contraalmirante Charles Horatio McMorris cuyo resultado, adverso para Japón, puso fin a la logística de abastecimiento de las fuerzas en tierra que ocupaban las islas Aleutianas. El Tama fue tocado por dos impactos causando bajas; pero sin afectar su operatividad.
Japón envía fuerzas para ejecutar la operación Ke-Go para intentar retirar las tropas de Kiska el 7 de julio de 1943, el Tama no puede participar por estar en reparaciones de sus motores en Maizuru. El 28 de julio de 1943 bajo una densa niebla, 6.000 efectivos fueron extraídos de Kiska sin que los americanos se enteraran hasta agosto de ese año.
A partir de agosto de 1943, el Tama junto con el Kiso pasan a operaciones en el Pacífico sur, operando ambos entre Kure-Shangai, las Islas Carolinas y Rabaul transportando tropas y escoltando convoyes.
Estando en esas instancias, el 25 de octubre de 1943, tanto El Tama como el Kiso son sorprendidos a 55 millas del Cabo San Jorge por un escuadrón de bombarderos Bristol Blenheim de la  RAAF dañando gravemente al Kiso, el Tama resulta ligeramente dañado.
El 27 de octubre de 1943 arriban ambos a Yokosuka, el Tama es modificado retirándosele tres montajes de cañones de 140 mm, se le retira la catapulta y en su lugar se instalan refuerzos de armamento antiaéreo, un montaje triple de ametralladora tipo 96, más seis montajes simples del mismo tipo. Adicionalmente se le adiciona en su puente, un radar de alerta antiaérea tipo 21.
Desde enero a mediados de septiembre de 1944, el Tama realiza escoltas y transportes de tropas en aguas japonesas.
El 30 de agosto de 1944, el Tama pasa a ser un buque insignia de la flotilla n°11 (DesRon 11) reemplazando al crucero Nagara.
El 25 de octubre de 1944, en el transcurso de la Batalla de Cabo Engaño el Tama es tocado por un torpedo aéreo dañando una sala de calderas, quedando a velocidad reducida por lo que se le retira del sector escoltado por el destructor Shimotsuki, a una velocidad de 14 nudos con rumbo a Okinawa. Estando al Noroeste de la isla de Luzón en las coordenadas geográficas 21°23′N 127°19′E / 21.383, 127.317, el Tama es torpedeado fatalmente por el submarino americano USS Jallao (SS-368) explosionando, partiéndose en dos partes y hundiéndose con total pérdida de vidas.